# Spreublatt

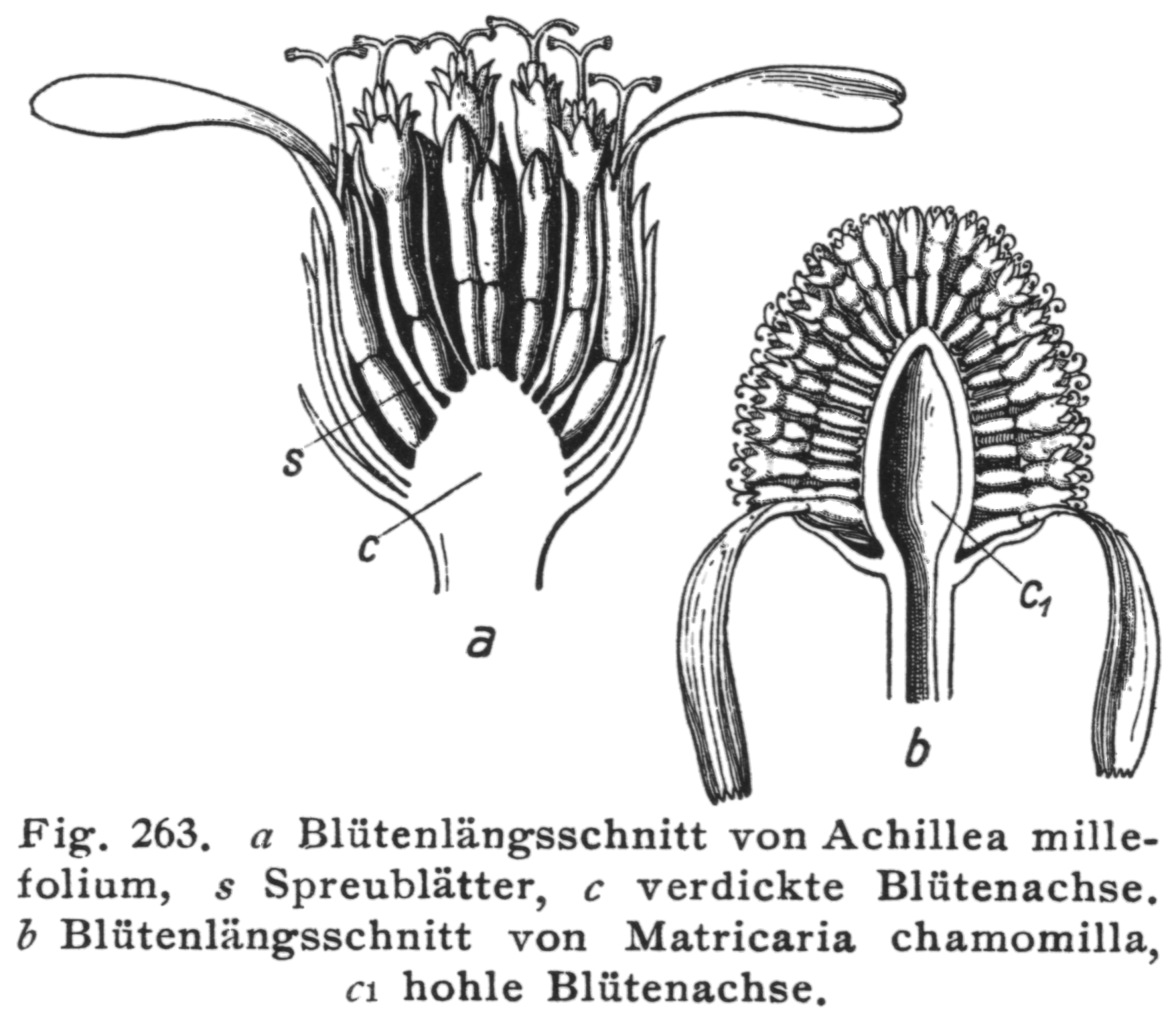
Spreublätter bei einem Blütenkorb der Korbblütler

Spreublatt oder Spreuschuppe, auch Palea (Mehrzahl die Paleen; der Palea), ist ein Begriff aus der Botanik. Als Spreublätter werden stark reduzierte Tragblätter bezeichnet, die Einzelblüten innerhalb eines Blütenkorbs umgeben; sie sind beispielsweise bei vielen Vertretern der Korbblütler vorhanden. Sie können auch borstenförmig (Spreuborste) oder haarförmig (Spreuhaar) sowie schuppenförmig ausgebildet sein.